# 绍兴公共自行车
绍兴公共自行车是2011年6月15日开通试运行，7月1日正式向市民推出的公共自行车服务系统，是绍兴市区的一种公共交通方式。
该租赁服务系统由常州永安公共自行车系统公司开发，绍兴市市政设施建设管理集团有限公司管理。市区首批推出1500辆公共自行车，设有26个网点 （页面存档备份，存于）。
2012年3月，二期新增50个以上服务点，投放2000辆以上公共自行车。